# مزرعة رياح دومة الجندل
مزرعة رياح دومة الجندل هي أول مزرعة رياح في المملكة العربية السعودية، وتقع في دومة الجندل في منطقة الجوف، الواقعة في شمال غرب السعودية، على بعد حوالي 1046 كم شمال العاصمة الرياض. وتبلغ تكلفة محطة دومة الجندل لطاقة الرياح 500 مليون دولار، وبعد انتهاء أعمال تأسيس المحطة ستصبح المحطة قادرة على توليد طاقة مستدامة تكفي لحوالي 70 ألف وحدة سكنية. ومشروع «دومة الجندل» أُختير كأول مشروع لطاقة الرياح في السعودية، بعد أن أظهرت الدراسات وجود خليط قوي من قدرات الرياح في موقع المشروع، ليكون متوسط الإنتاج المتوقع لمحطة الرياح دومة الجندل حوالي 1.4 تيراواط.
ويباشر تنفيذ المزرعة تحالف بين إي دي إف رينوبلز وشركة أبو ظبي لطاقة المستقبل، حيث تعتبر المحطة الأولى من نوعها في السعودية. وتم منح المشروع بناءً على التكلفة المعيارية للكهرباء والتي تعادل 2.3 سنت للكيلوواط ساعة، لتسجل هذه التعرفة رقماً قياسياً جديداً لمشروع من هذا النوع في أوروبا والشرق الأوسط وإفريقيا.
ستوفر مزرعة رياح دومة الجندل الطاقة الكهربائية حسب إتفاقية شراء الطاقة مدتها 20 عاماً مع الشركة السعودية لشراء الطاقة، وهي شركة فرعية من الشركة السعودية للكهرباء وهي الجهة المسؤولة عن توليد الطاقة وتوزيعها في السعودية.

## جائزة صفقة العام لقطاع الطاقة المتجددة في الشرق الأوسط وإفريقيا لعام 2019م
فاز مشروع مزرعة رياح دومة الجندل بجائزة أفضل مشروع متجدد من قبل بروجكت فايننس إنترناشيونال (PFI) في الشرق الأوسط وأفريقيا لعام 2019. بعد أن حقق المشروع رقماً قياسياً جديداً يتمثل في تسجيل أدنى معدل موحد لتوليد الكهرباء وقدره 0.0199 دولار أمريكي لكل كيلوواط / ساعة.

## بداية المشروع
بدأ العمل في المزرعة في منتصف السنة الميلادية 2019، ومن المتوقع أن يبدأ المشروع بتوليد الطاقة في الربع الأخير من عام 2020م، على أن ينتهي العمل في المشروع عام 2022م.